# Wasserturm (Gliwice)

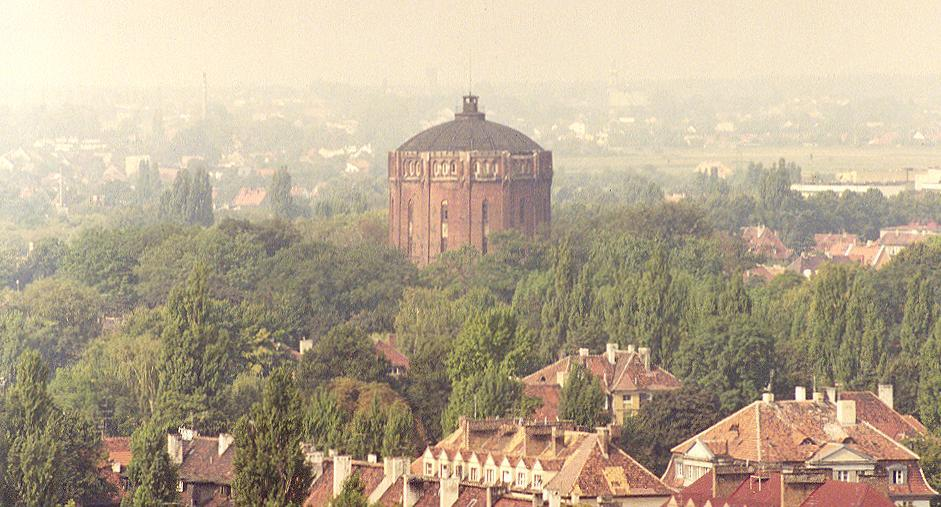
Der Wasserturm

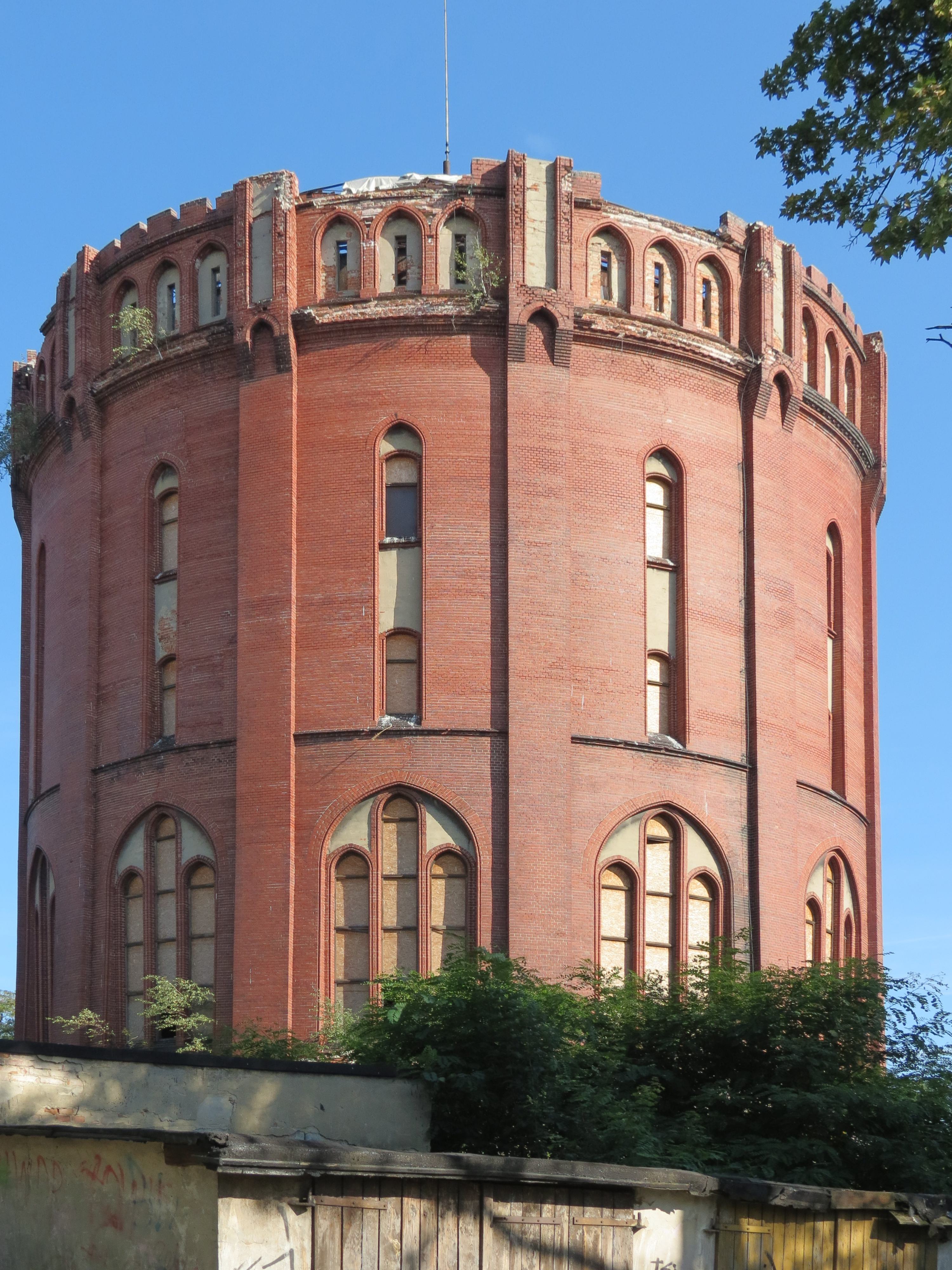
Blick auf den Turm

Der Wasserturm im Südwesten von Gliwice (Gleiwitz) ist ein neogotisches Gebäude an der ul. Sobieskiego 2.

## Geschichte
Der Wasserturm wurde zwischen 1905 und 1908 auf einer Anhöhe erbaut. Der Turm hat eine Höhe von ca. 50 Metern und eine Breite von ca. 26 Metern. Der Entwurf des Gebäudes stammte von Wilhelm Adalbert Otto Kranz. Sie war Teil eines Wasserversorgungsnetzes zwischen Zawada und Gleiwitz und sollte die südlichen Stadtteile von Gleiwitz mit Wasser versorgen. Der Turm und sein Wasserbehälter wurden nach dem Intzeprinzip von Otto Intze (1843–1904) gebaut.
1941 wurde der Wasserbehälter vergrößert. Von 1955 bis 1958 unterlag der Wasserturm einer grundlegenden Sanierung. 1974 wurde der Wasserbehälter erneuert. 1977 wurde die Dachkonstruktion erneuert. Von 1985 bis 1986 wurde eine Beurteilung über den Zustand des Bauwerks angefertigt, die einen Austausch des Wasserbehälters nahelegte. Diese Arbeiten sollten von 1988 und 1989 stattfinden, die Arbeiten wurden jedoch nicht realisiert und der Wasserturm wurde später vollständig außer Betrieb genommen. Seit Anfang der 2000er Jahre befindet es sich in privater Hand.
Nach Jahren ohne Nutzung, stellt sich die Frage einer zukünftigen Nutzung und der Erhalt des denkmalgeschützten Gebäudes. Im August 2008 kam es zu einem Brand, bei dem das Dach abbrannte. 2009 kam in den Medien die Meldung auf, den Turm für kulturelle Zwecke zu nutzen und in ihm Kunst auszustellen. Es blieb jedoch nur bei einer Idee und das Bauwerk ist weiterhin ungenutzt und ohne Dach.